# Købsret
Købsret (også kaldet køberet) er en juridisk disciplin, der handler om regler vedrørende køb og salg. Såvel køber som sælger har både rettigheder og pligter.
Sælger har ret til at få vederlag for sin levering af salgsgenstanden. Køber har ret til at få salgsgenstanden leveret.
Sælger har pligt til at levere salgsgenstanden. Mens køber har pligt at betale (ofte et pengebeløb).
Med andre ord: En (gyldig) købsaftale er en gensidigt bebyrdende aftale. Man skal huske, at en aftale er en privatretlig retskilde.

## Vigtige sondringer

### Købsret skelner mellem tre typer af køb
- Handelskøb er køb og salg mellem to erhvervsdrivende; salgsgenstanden skal anvendes i købers firma.[6]
- Forbrugerkøb mellem en erhvervsdrivende sælger og en privat forbruger.[7]
- Civilkøb mellem to private personer.[8] Civilkøb omfatter typisk aftale om køb (hhv. salg) af en brugt bil fra en person til en anden person. I civilkøb er ingen af de to parter erhvervsdrivende.

Endvidere findes:
- Afhentningskøb (se købeloven, KBL, § 9)[9][10]
- Forsendelseskøb (KBL § 10)[11][12]
- Pladskøb[13] (KBL § 11)[14]

### To typer vare
I dansk købsret skelnes mellem to typer af varer.
- Genusvarer er generelle varer "bestemte efter art";[16] jf. KBL §§ 3 og 24 og 37 og 43 samt 80, stk. 2.[17] En utilfreds køber kan kræve omlevering.[18]

- Speciesvare er en speciel vare;[19] jf. KBL § 23 (ofte et unikum eller en ganske speciel vare, som køber har udset sig).[20] Ved køb af en speciesvare kan en utilfreds køber ikke kræve omlevering, for der findes kun den ene vare, som er blevet leveret.[21]

### Risiko for salgsgenstanden
Risikoens overgang fra sælger til køber sker typisk ved levering, jf. KBL § 17, stk. 1.
I handelskøb sker levering, når slagsgenstanden er kommet i købers besiddelse eller er blevet leveret til købers fragtfører, KBL §§ 10-11.

## Mangelsbeføjelser
Hvis sælger ikke opfylder sin del af aftalen, så har køber typisk flere mangelsbeføjelser:
Køber kan fx vælge mellem at kræve
- Naturalopfyldelse[23]
- Afhælpning (sælger skal afhjælpe manglen ved at reparere salgsgenstanden);[24] jf. KBL § 49
- Omlevering (sælger skal levere en ny salgsgenstand til køber), jf. KBL § 43, stk. 1
- Forholdsvis afslag i salgsgenstandens pris, jf. KBL § 43, stk. 1
- Købet hævet og kræve, at sælger skal betale købssummen tilbage til køber (som er den mest indgribende mangelsbeføjelse), jf. KBL § 43, stk. 1
- Endelig kan erstatning for misligholdelse af købsaftalen være relevant.[25]

Køber skal dog overholde sin reklamationspligt, inden reklamationsfristen udløber.

Sælger kan kun hæve købet, hvis salgshenstanden endnu ikke er leveret til køber, jf. KBL § 28, stk. 2.

## Forsinkelse
I en købsaftale gælder som udgangspunkt samtidighed.
Men det kan ske, at salgsgenstanden bliver leveret for sent. I så fald skal det vurderes, om forsinkelsen er væsentlig. Kun hvis forsinkelsen er væsentlig har køber misligholdelsesbeføjelser. Der gælder som hovedregel, at forsinkelse i et fixkøb er væsentlig. Desuden er enhver forsinkelse i et handelskøb også væsentlig, jf. KBL § 21, stk. 3.
Købers betaling kan blive forsinket. Også her gælder, at enhver forsinkelse med betaling i et handelskøb anses for et være væsentlig, jf. KBL § 28, stk. 1. Hvorimod i et forbrugerkøb må det vurderes, om forsinkelsen er væsentlig, jf. KBL § 28, stk. 1, 2. pkt.

## Anvende princippet i en lovbestemmelse
Det er muligt at anvende princippet i en af købelovens bestemmelser, fx KBL § 76, stk. 1, nr. 3; hvilket minder om analogislutning.